# رابطة العمال اليسارية
رابطة العمال اليسارية هو حزب سياسي تروتسكي في تونس بقيادة جليل بن بريك زولامي. الحزب يشارك في الجبهة الشعبية اليسارية. الحزب له علاقات مع حزب ضد الرأسماليين الجديد الفرنسي.